# Saugus (Massachusetts)
Saugus – miejscowość w USA, w północno-wschodniej części stanu Massachusetts, w zespole miejskim Bostonu.